# Phanoperla peniculus
Phanoperla peniculus is een steenvlieg uit de familie borstelsteenvliegen (Perlidae). De wetenschappelijke naam van de soort is voor het eerst geldig gepubliceerd in 1968 door Kawai.